# Люсьєн Фабр
Люсьєн Фабр (фр. Lucien Fabre; 14 лютого 1889, Памплона — 26 листопада 1952) — французький письменник, інженер за фахом.
Перша книга Фабра «Connaissance de la Déesse» (1920), була створена під очевидним впливом Поля Валері, і являє собою збірник вишуканих за формою віршів на філософські теми, що виражають прагнення до ірраціонального. Найзначніший твір Фабра — роман-трилогія «Rabevel ou le mal des artents» (1923), «La jeunesse de Rabevel», «Le financier Rabevel», «La fin de Rabevel», де автор бурхливому і темному світу фінансових афер протиставляв заспокоєння в релігії, патріархальний побут старих дворянських садиб, повний в його очах світу і спокою. Роман рясніє натуралістичними подробицями і еротичними сценами. Консерватизм Фабра і його прихильність до католицизму яскраво відбилися у вкрай тенденційному романі «La Tarramagnou» (Людина з землі, 1925) — про життя села, яке розоряється спритними ділками. Тут він прагне показати згубність будь-яких революційних дій. Роман пройнятий властивим Фабру духом релігійного містицизму.